# EFAF Challenge Cup
La EFAF Challenge Cup è stata una competizione internazionale di football americano per squadre di club giocata nel 2009 e nel 2010, istituita dalla Federazione Europea allo scopo di permettere ai team delle federazioni nate di recente, e che per limiti tecnici o economici non possono permettersi di competere all'Eurobowl o all'EFAF Cup di poter partecipare a competizioni internazionali. Dal 2011 è stata sostituita dalla CEI Interleague, gestita dalla IFAF.

## Team partecipanti
In grassetto i team che partecipano alla stagione in corso (o all'ultima stagione).
| Team                  | Numero Partecipazioni | Miglior piazzamento Stagione regolare | Playoff | Titoli vinti |
| --------------------- | --------------------- | ------------------------------------- | ------- | ------------ |
| ODTÜ Falcons          | 1                     | 3° (Gruppo 1) 2010                    | 0       | 0            |
| Boğaziçi Sultans      | 1                     | 2° (Gruppo 2) 2010                    | 0       | 0            |
| Bucharest Warriors    | 1                     | 3° (Gruppo 2) 2010                    | 0       | 0            |
| Budapest Cowboys      | 1                     | 1° (Gruppo 4) 2010                    | 1       | 0            |
| Čačak Angel Warriors  | 1                     | 1° (Gruppo 2) 2010                    | 1       | 0            |
| Devils Wrocław        | 1                     | 4° (Gruppo B) 2009                    | 0       | 0            |
| Doves Bologna         | 1                     | 3° (Gruppo 4) 2010                    | 0       | 0            |
| Győr Sharks           | 2                     | 1° (Gruppo A) 2009                    | 1       | 0            |
| Hogs Reggio Emilia    | 1                     | 1° (Gruppo B) 2009                    | 1       | 1            |
| Istanbul Cavaliers    | 1                     | 1° (Gruppo 1) 2010                    | 1       | 0            |
| Istanbul Tigers       | 1                     | 3° (Gruppo 3) 2010                    | 0       | 0            |
| Klek Knights          | 2                     | 1° (Gruppo 3) 2010                    | 2       | 1            |
| Kragujevac Wild Boars | 1                     | 2° (Gruppo B) 2009                    | 1       | 0            |
| Kraljevo Royal Crowns | 1                     | 2° (Gruppo 1) 2010                    | 0       | 0            |
| Pančevo Panthers      | 1                     | 3° (Gruppo B) 2009                    | 0       | 0            |
| Pomorze Seahawks      | 1                     | 4° (Gruppo A) 2009                    | 0       | 0            |
| Vrbas Hunters         | 1                     | 3° (Gruppo A) 2009                    | 0       | 0            |
| Zagreb Raiders        | 1                     | 2° (Gruppo 4) 2010                    | 0       | 0            |

## Finali disputate
| Anno | Squadra Vincitrice | Squadra perdente   | Punteggio |
| ---- | ------------------ | ------------------ | --------- |
| 2009 | Hogs Reggio Emilia | Győr Sharks        | 35-7      |
| 2010 | Klek Knights       | Istanbul Cavaliers | 36-14     |